# Rue de la Sapinière
 (juin 2020).
Si vous disposez d'ouvrages ou d'articles de référence ou si vous connaissez des sites web de qualité traitant du thème abordé ici, merci de compléter l'article en donnant les références utiles à sa vérifiabilité et en les liant à la section « Notes et références ».
La rue de la Sapinière (en néerlandais : Dennebosstraat) est une rue bruxelloise de la commune de Watermael-Boitsfort qui s'étend de la rue du triage jusqu'à la place Rik Wouters. Bordée par la forêt de Soignes sur son côté pair, elle croise la rue du Rouge-gorge ainsi que le chemin du Moulin, tous deux entrées de la forêt.

## Habitants notables de la rue de la Sapinière
Le peintre et sculpteur Rik Wouters a habité au n°52 de la rue à partir de 1908.